# Aleksandr Komarov
Pour les articles homonymes, voir Komarov.
Temple de la renommée russe : 2004
Aleksandr Gueorguievitch Komarov - en russe : Александр Георгиевич Комаров et en anglais Alexander Komarov - (né le 25 juillet 1923 à Khabarovsk en URSS, et mort le 22 novembre 2013 à Samara en Russie) est un joueur russe de hockey sur glace.

## Biographie

### Carrière en club
Au cours de sa carrière dans le championnat d'URSS, il a porté les couleurs du SKA Khabarovsk, CSKA Moscou et du SKA Leningrad. Il termine avec un bilan de 170 matchs et 101 buts en élite.

### Carrière internationale
Il a représenté l'URSS à 30 reprises (11 buts) sur une période de trois saisons entre 1954 et 1956. Il a participé à deux éditions des championnats du monde pour un bilan d'une médaille d'or et une d'argent.

## Statistiques

### En équipe nationale
| Année | Équipe | Compétition |   | PJ | B | A | Pts | Pun               |  | Résultat |
| 1954  | URSS   | CM          | 3 | 1  |   | 1 |     | Médaille d'or     |  |          |
| 1955  | URSS   | CM          | 4 | 1  |   | 1 |     | Médaille d'argent |  |          |